# (474032) 2016 GX179
(474032) 2016 GX179 es un asteroide perteneciente al cinturón de asteroides, descubierto el 18 de noviembre de 2006 por el equipo del Mount Lemmon Survey desde el Observatorio del Monte Lemmon, Arizona, Estados Unidos.

## Designación y nombre
Designado provisionalmente como 2016 GV16.

## Características orbitales
2016 GX179 está situado a una distancia media del Sol de 2,473 ua, pudiendo alejarse hasta 2,692 ua y acercarse hasta 2,254 ua. Su excentricidad es 0,088 y la inclinación orbital 6,873 grados. Emplea 1421 días en completar una órbita alrededor del Sol.

## Características físicas
La magnitud absoluta de 2016 GX179 es 17,321.